# Insaniquarium
Insaniquarium es un videojuego de simulación de acuario desarrollado por Flying Bear Entertainment y publicado por PopCap Games. El juego fue lanzado para varias plataformas, incluyendo PC, Java, Palm OS y teléfonos móviles.
Insaniquarium Deluxe presenta mascotas, varios modos de juego, y una moneda virtual conocida como conchas, las cuales pueden ser conseguidas mientras se progresa en el juego. 

## Desarrollo
Flying Bear Entertainment lanzó por primera Insaniquarium como un juego en línea basado en Java, de forma gratuita en agosto de 2001. Durante el desarrollo del juego un miembro del equipo de desarrollo adquirió un pez dorado y examinó sus movimientos y comportamiento.
El desarrollo del juego continuó durante el año siguiente con el continuo lanzamiento de nuevo contenido, hasta que en julio de 2002 PopCap Games lanzó la segunda versión en línea. En 2003 Astraware lanzó una adaptación móvil para dispositivos PDA, y en 2006 Glu Mobile lanzó una versión para teléfonos móviles.
La última versión del juego fue Insaniquarium Deluxe, lanzada el 1 de septiembre de 2004 para PC.

## Gameplay
Los jugadores tienen que dirigir un acuario de guppies y otros tipos de peces y criaturas acuáticas, y cada nivel empieza con dos guppies en el tanque o un breeder el cual puede crear guppies. Los guppies y otros peces dejan caer dinero, que puede ser recogido por el jugador y utilizado para adquirir comida de peces y mejoras, como otros tipos de peces y criaturas, más capacidad de comida, y láseres potentes para atacar a los alienígenas que muy a menudo atacan el acuario. Cada pez tiene que ser alimentado frecuentemente para poder sobrevivir, a través de comida de peces comprada por el jugador. Además de alimentar a los peces, el jugador tiene que proteger a los peces de alienígenas que periódicamente ingresan al tanque e intentan comer a los peces. Para poder derrotar a los alienígenas, es necesario hacerles clic varias veces utilizando el cursor del ratón.
La versión deluxe de Insaniquarium contiene nueve alienígenas diferentes, pero en la versión original de Java hay solamente cuatro.
Insaniquarium puede ser jugado en diferentes modos de juego, los cuales son: Aventura, contrarreloj, desafío y pecera virtual. Existe también un modo cajón de arena secreto que puede ser accedido introduciendo el Código Konami en el menú principal, pero antes hay que haber ganado los trofeos de plata o de oro. El modo cajón de arena deja acceso lleno a una cantidad ilimitada de peces, mascotas y alienígenas.

## Recepción
Insaniquarium ha recibido críticas que van de medio-positivas a positivas. IGN lo puntuó con una puntuación de 8,3/10, mientras que GameSpot le dio una puntuación de 6,9/10.